# Grote Kerk (Driebergen)
De Grote Kerk is een protestants kerkgebouw aan de Hoofdstraat in Driebergen-Rijsenburg. Het is de kerk met de hoogste toren van Driebergen met een hoogte van ongeveer 65 meter.

## Geschiedenis
De oudste vermelding van een kerk op deze locatie stamt uit 1428. Het huidige gebouw is opnieuw gebouwd in 1928.